# USS Kearsarge (CV-33)
 USS Kearsarge (CV-33) — американский авианосец типа «Эссекс»

## История корабля
Заложен 1 марта 1944 года на верфи New York Naval Shipyard. Спущен на воду 5 мая 1945 года. Вступил в строй 2 марта 1946 года. 16 июня 1950 года выведен в резерв. 1 марта 1952 года введён в строй после модернизации по проекту SCB-27A. Служил на Тихом океане в составе 7-го флота США. С 11 августа 1952 года по 17 марта 1953 года участвовал в боевых действиях в Корее. 1 октября 1952 года переклассифицирован в CVA-33. В январе 1957 года вступил в строй после модернизации по проекту SCB-125, и 1 октября 1958 года переклассифицирован в CVS-33.
В октябре 1959 года эвакуировал около 6000 человек при оказании помощи жителям Нагои, пострадавшим от тайфуна. 7 марта 1960 года снял с дрейфующей баржи Т-36 советских военнослужащих А. Зиганшина, Ф. Поплавского, А. Крючковского и И. Федотова, которые провели 49 дней на барже, унесённой в океан во время шторма.
Принимал участие в боевых действиях в войне во Вьетнаме. В июле 1967 года, находясь у берегов Калифорнии, незначительно пострадал от пожара.
15 января 1970 года выведен из боевого состава флота. Списан 1 мая 1973 года и сдан на слом.